# Tour della nazionale maschile di rugby a 15 della Francia 1999
Il tour 1999 della nazionale di rugby a 15 della Francia si tenne nel giugno 1999 e previde tre test match nelle Isole del Pacifico, a Samoa, a Tonga e in Nuova Zelanda.
Un quarto incontro infrasettimanale fu in programma con la formazione della Nuova Zelanda A, in seguito noti come Junior All Blacks.
Dei tre test match la Francia ne vinse solo uno, quello contro Samoa ad Apia, per 39-22; a seguire, a Nukuʻalofa, perse 16-20 contro una battibile Tonga.
Sbarcata in Nuova Zelanda, subì ad Hamilton una severa sconfitta contro la nazionale A in maglia nera per 24-45.
Il 26 giugno la Francia fu la co-protagonista dell'ultimo test match che si tenne all'Athletic Park di Wellington, impianto destinato alla demolizione con l'avvento del nuovo millennio: gli All Blacks vinsero 54-7 una gara senza storia, e la Francia terminò il tour con una vittoria e tre sconfitte.
Tuttavia, alla successiva Coppa del Mondo 1999 in Galles, la squadra riuscì a giungere in finale per il titolo, poi persa contro l'Australia, relegando la Nuova Zelanda alla gara di consolazione per il terzo posto.

## Risultati

### Itest match
| Arbitro: | Clayton Thomas |

|                                         |      |                                                                       |
| Laupepe 34’                             | mt   | 19’ Magne 40+2’ Mignoni 43’ Artiguste 83’ Dal Maso 85’ T. Castaignède |
| Schuster 34’                            | tr   | 40+2’, 43’, 83’, 85’ T. Castaignède                                   |
| Schuster 1’, 8’, 16’ S. Bachop 56’, 58’ | c.p. | 53’, 81’ T. Castaignède                                               |

| Arbitro: | Clayton Thomas |

|                                 |      |                       |
| Taumalolo 8’, 47’ Taufahema 40’ | mt   | 63’ Sarraméa          |
| Tuipulotu 8’                    | tr   | 63’ Lamaison          |
| Tuipulotu 3’                    | c.p. | 5’, 14’, 52’ Lamaison |

| Arbitro: | Stuart Dickinson |

|                                                         |      |                    |
| Cullen 5’, 54’ Marshall 12’, 68’ T. Umaga 40’, 46’, 50’ | mt   | 41’ Mola           |
| Mehrtens 5’, 12’, 40’, 46’, 54’                         | tr   | 41’ T. Castaignède |
| Mehrtens 2’, 9’, 22’                                    | c.p. |                    |

### Gli altri incontri
| Arbitro: | Paul Honiss |

|                              |      |                                        |
| Reihana (2) Flavell (2) Lomu | mt   | Pelous Bernat-Salles Dal Maso Dominici |
| Spencer (4)                  | tr   | Lamaison (2)                           |
|                              | c.p. | Spencer (4)                            |